# Ernest Cossart
Pour les articles homonymes, voir Cossart.
Ernest Cossart est un acteur anglais, de son vrai nom Emil von Holst, né le 24 septembre 1876 à Cheltenham (Gloucestershire, Angleterre) , mort le 21 janvier 1951 à New York (États-Unis).

## Biographie
Sous le nom de scène d'Ernest Cossart, il est très actif au théâtre et joue à Broadway (New York) entre 1908 et 1949, dans une comédie musicale (à sa première participation) et des pièces, notamment plusieurs de George Bernard Shaw.
Installé aux États-Unis, il apparaît au cinéma dans deux films muets en 1916, puis - après l'avènement du parlant - dans 41 films de 1935 à 1949 (le dernier, John loves Mary, aux côtés de Ronald Reagan).
Il est le frère du compositeur Gustav Holst (1874-1934).

## Théâtre (à Broadway)
(pièces, sauf mention contraire)
- 1908 : The Girls of Gottenberg, comédie musicale, musique d'Ivan Caryll et Lionel Monckton, lyrics d'Adrian Ross et Basil Hood (+ divers, dont Jerome Kern)
- 1910 : Mrs. Dot de William Somerset Maugham, avec Billie Burke
- 1910 : Love among the Lions de Winchell Smith, d'après F. Anstey, avec Ivan F. Simpson
- 1911 : The Zebra de Paul M. Potter, d'après Marcel Nancey et Paul Armont
- 1912 : The Typhoon d'Emil Nyitray et Byron Ongley, d'après Menyhért Lengyel
- 1914 : Marrying Money de Washington Pezey et Bertram Marbugh
- 1915 : Androcles and the Lion de George Bernard Shaw
- 1915 : La comédie de celui qui épousa une femme muette (The Man who married a Dumb Wife) d'Anatole France, avec Isabel Jeans
- 1915 : Le Songe d'une nuit d'été (A Midsummer Night's Dream) de William Shakespeare, avec Isabel Jeans
- 1915 : Le Dilemme du docteur (The Doctor's Dilemma) de George Bernard Shaw
- 1915 : Sherman was right de Frank Mandel
- 1920-1921 : The Skin Game de John Galsworthy (adaptée au cinéma en 1931)
- 1921 : The Title d'Arnold Bennett, avec (et mise en scène par) Lumsden Hare
- 1922 : HE Who gets slapped de Leonid Andreïev, adaptée par Gregory Zilboorg, avec Richard Bennett, Margalo Gillmore, Edgar Stehli, Henry Travers, Helen Westley (adaptée au cinéma en 1924)
- 1922 : From Morn to Midnight de Georg Kaiser, adaptée par Ashley Dukes, avec Allyn Joslyn, Edgar Stehli, Henry Travers, Helen Westley
- 1922-1923 : Six personnages en quête d'auteur (Six Characters in Search of an Author) de Luigi Pirandello, adaptée par Edward Storer, avec Florence Eldridge
- 1923 : The Love Habit, adaptation de Gladys Unger, d'après Pour avoir Adrienne de Louis Verneuil, avec Florence Eldridge
- 1923 : Casanova de Lorenzo De Azertis, adaptée par Sidney Howard
- 1923-1924 : Sainte Jeanne (Saint Joan) de George Bernard Shaw, avec Henry Travers
- 1924 : Six personnages en quête d'auteur pré-citée, reprise
- 1924 : The Steam Roller de Laurence Eyre
- 1924-1925 : Candida de George Bernard Shaw, avec Pedro de Cordoba
- 1925-1926 : Arms and the Man de George Bernard Shaw, avec Pedro de Cordoba, Henry Travers
- 1926 : The Chief Thing de Nikolaï Evreinov, adaptée par Leo Randole et Herman Bernstein, avec Romney Brent, Edward G. Robinson, Lee Strasberg, Henry Travers, Helen Westley
- 1926-1927 : Loose Ankles de Sam Janney
- 1926-1927 : What never dies d'Alexander Engel, adaptée par Ernest Boyd
- 1927-1928 : Le Dilemme du docteur (The Doctor's Dilemma) de George Bernard Shaw, reprise, avec Margalo Gillmore, Alfred Lunt, Henry Travers, Helen Westley
- 1928 : Marco Millions d'Eugene O'Neill, mise en scène par Rouben Mamoulian, avec Robert Barrat, Albert Dekker, Margalo Gillmore, Alfred Lunt, Vincent Sherman, Henry Travers
- 1928 : Volpone de Ben Jonson, adaptée par Ruth Langner, avec Albert Dekker, Margalo Gillmore, Alfred Lunt, Vincent Sherman, Henry Travers, Helen Westley
- 1928-1929 : Caprice de Philip Moeller, avec Douglass Montgomery
- 1929 : Becky Sharp de Langdon Mitchell, d'après La Foire aux Vanités (Vanity Fair) de William Makepeace Thackeray, avec Etienne Girardot, Arthur Hohl, Basil Sydney, Leonard Willey (adaptée au cinéma en 1935)
- 1930 : La Charrette de pommes (The Apple Cart) de George Bernard Shaw, avec Violet Kemble-Cooper, Tom Powers, Claude Rains, Helen Westley
- 1930 : Milestones d'Arnold Bennett et Edward Knoblauch, avec Beulah Bondi, Selena Royle
- 1931 : Getting Married de George Bernard Shaw, avec Romney Brent, Dorothy Gish, Henry Travers, Helen Westley
- 1931 : Le Train du monde (The Way of the World) de William Congreve, avec Walter Hampden, Gene et Kathleen Lockhart, Selena Royle, Cora Witherspoon
- 1931 : The Roof de John Galsworthy, avec Henry Hull, Selena Royle
- 1932 : The Devil passes de Benn W. Levy, avec Eric Blore, Arthur Byron, Mary Nash, Basil Rathbone
- 1932 : Too true to be good de George Bernard Shaw, mise en scène par Leslie Banks, avec Leo G. Carroll, Claude Rains
- 1933 : The Mask and the Face de William Somerset Maugham, avec Leo G. Carroll, Humphrey Bogart
- 1933-1934 : Mary of Scotland de Maxwell Anderson, avec Helen Hayes, Edgar Barrier, George Coulouris, Philip Merivale, Moroni Olsen, Leonard Willey (adaptée au cinéma en 1936)
- 1935 : Accent on Youth (en) de Benn W. Levy
- 1937 : Madame Bovary (titre original) de Benn W. Levy, d'après le roman éponyme de Gustave Flaubert, avec Eric Portman, O. Z. Whitehead
- 1945 : Devils Galore d'Eugene Vale
- 1948 : The Play's the Thing de Ferenc Molnár, adaptée par Pelham Grenville Wodehouse, avec Louis Calhern, Francis Compton, Faye Emerson
- 1949 : The Ivy Green de Mervyn Nelson, avec Hurd Hatfield

## Filmographie partielle

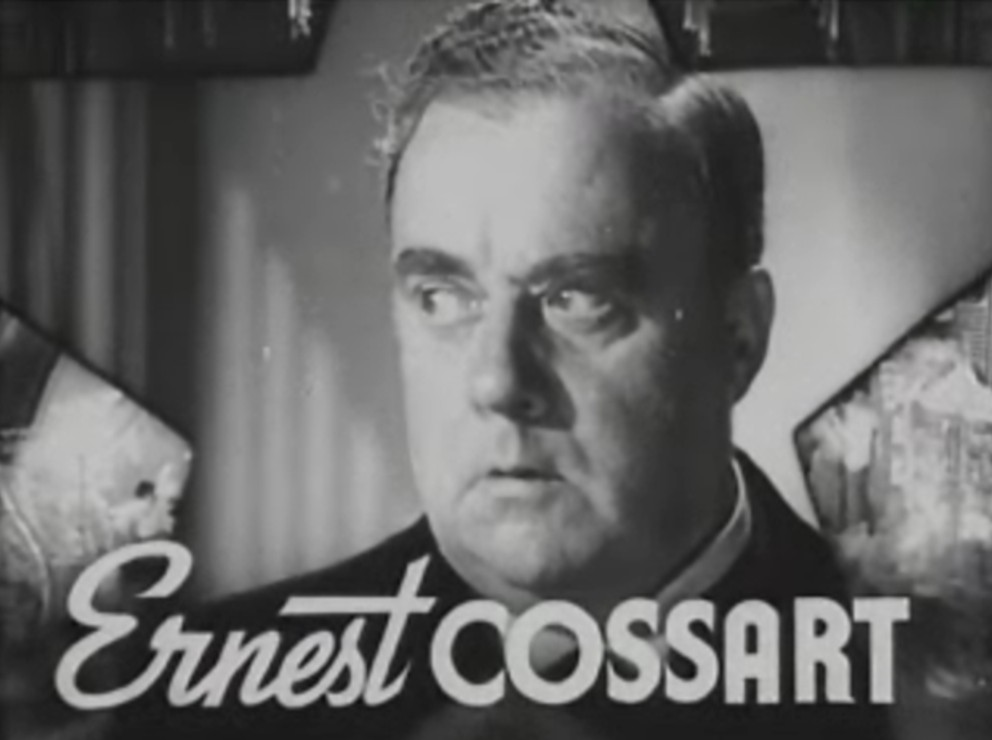
Dans Le Grand Ziegfeld (1936)

- 1916 : The Pursuing Vengeance de Martin Sabine
- 1935 : Two for Tonight de Frank Tuttle
- 1935 : Le Goujat de Ben Hecht et Charles MacArthur
- 1936 : Le Grand Ziegfeld (The Great Ziegfeld) de Robert Z. Leonard
- 1936 : Trois Jeunes Filles à la page (Three Smarts Girls) d'Henry Koster
- 1936 : Calibre neuf millimètres (Murder with Pictures) de Charles Barton
- 1937 : Ange (Angel) d'Ernst Lubitsch
- 1937 : Champagne valse de A. Edward Sutherland
- 1939 : Zaza de George Cukor
- 1939 : La Tour de Londres (Tower of London) de Rowland V. Lee
- 1939 : Les trois jeunes filles ont grandi (Three Smart Girls Grow Up) d'Henry Koster
- 1939 : La Lumière qui s'éteint (The Light that failed) de William A. Wellman
- 1939 : La Dame des tropiques (Lady of the Tropics) de Jack Conway
- 1940 : Kitty Foyle (Kitty Foyle : The Natural History of a Woman) de Sam Wood
- 1940 : Tom Brown étudiant (Tom Brown's School Days) de Robert Stevenson
- 1940 : A Bill of Divorcement de John Farrow :
- 1941 : La Folle Alouette (Skylark) de Mark Sandrich
- 1942 : Crimes sans châtiment (Kings Row) de Sam Wood
- 1945 : Le Poids d'un mensonge (Love Letters) de William Dieterle
- 1945 : Cette nuit et toujours (Tonight and every Night) de Victor Saville
- 1946 : La Folle Ingénue (Cluny Brown) d'Ernst Lubitsch
- 1946 : Le Roman d'Al Jolson (The Jolson Story) d'Alfred E. Green
- 1947 : L'Amour d'un inconnu (Love from a Stranger) de Richard Whorf
- 1949 : John Loves Mary de David Butler